# Circuit de Monaco
 For alternative betydninger, se Monte Carlo (flertydig). (Se også artikler, som begynder med Monte Carlo)
Circuit de Monaco er en gadebane beliggende i gaderne i distrikterne Monte Carlo og La Condamine omkring havnen i bystaten fyrstedømmet Monaco. Man refererer normalt til det som "Monte Carlo" fordi det hovedsageligt er i Monte Carlo distriktet.
Banen bliver brugt én weekend i maj hvert år for at kunne afholde Formel 1s Monacos Grand Prix.